# Tomohiro Tanaka
Tomohiro Tanaka (japanisch 田中 智大 Tanaka Tomohiro; * 10. Januar 1991 in der Präfektur Fukuoka) ist ein ehemaliger japanischer Fußballspieler.

## Karriere
Tanaka erlernte das Fußballspielen in der Jugendmannschaft von Avispa Fukuoka und der Universitätsmannschaft der Fukuoka-Universität. Seinen ersten Vertrag unterschrieb er 2014 beim FC Gifu. Der Verein spielte in der zweithöchsten Liga des Landes, der J2 League. Für den Verein absolvierte er neun Ligaspiele. 2015 wechselte er zum Drittligisten Gainare Tottori. Für diesen Verein absolvierte er insgesamt 36 Ligaspiele. 2016 wechselte er zum Ligakonkurrenten Blaublitz Akita. Für diesen Verein absolvierte er insgesamt 71 Ligaspiele. 2019 wechselte er zum Ligakonkurrenten Kataller Toyama. Für diesen Verein absolvierte er insgesamt acht Ligaspiele. Ende 2019 beendete er seine aktive Karriere als Fußballspieler.